# Baojun 510
El Baojun 510 es un SUV sub-compacto creado por la asociación SAIC-GM-Wuling. El Baojun 510 debutó en el Auto Show Guangzhou de 2016 siendo el lanzamiento oficial al mercado chino en 2017. El coche está colocado bajo el 530/560 compacto. Fue el crossover best seller en China durante 2018, y también el best seller automovilístico vendido por Baojun. Hasta 2019 van 800,000 Baojun @510s que han sido vendidos.

### 2020 Facelift
En julio de 2019, el coche recibió su primer facelift para el modelo del año 2020. Ahora presente una reja actualizada, fin trasero actualizado, y un CVT opción de transmisión con tres modos de conducción.

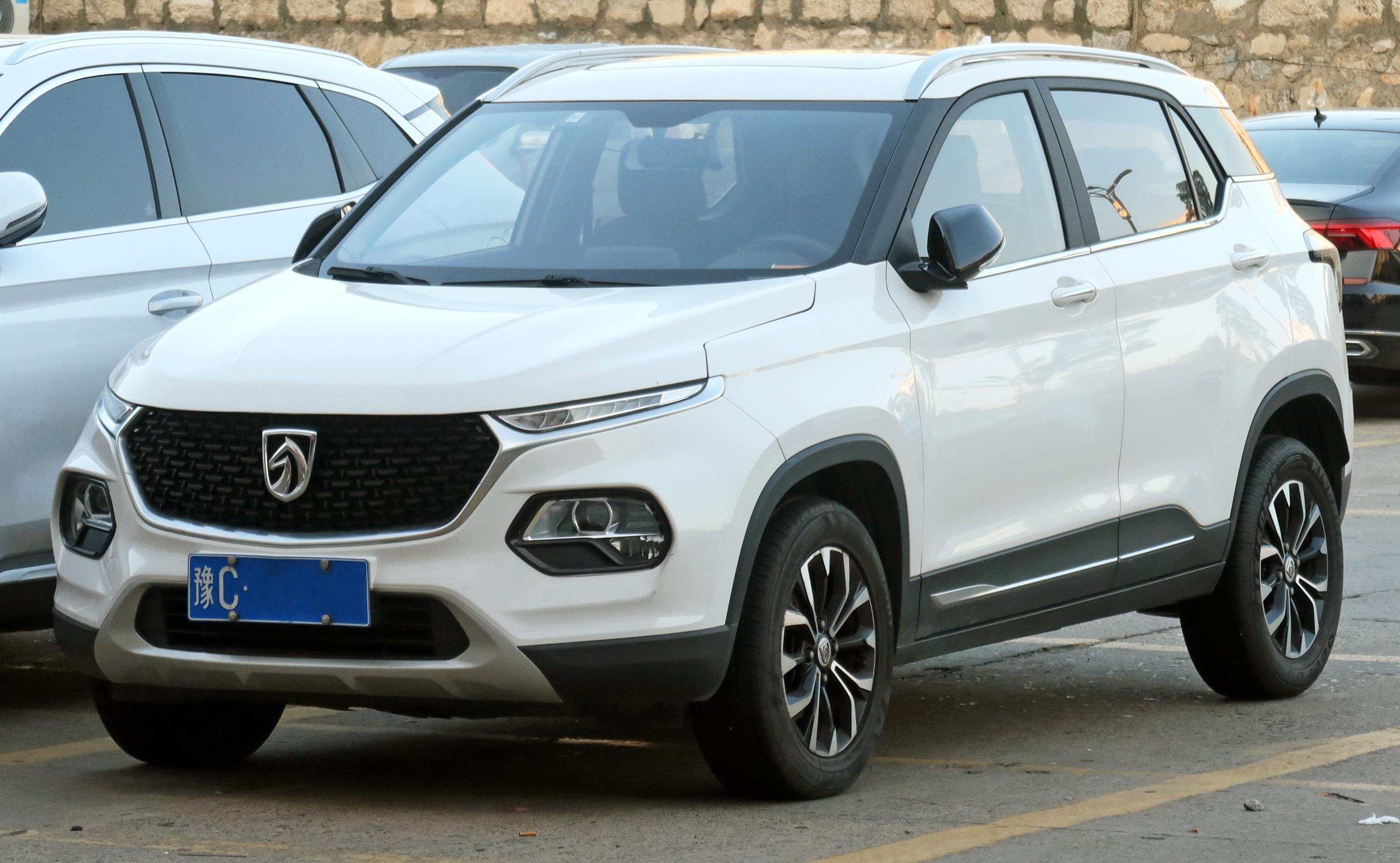
Baojun 510 facelift
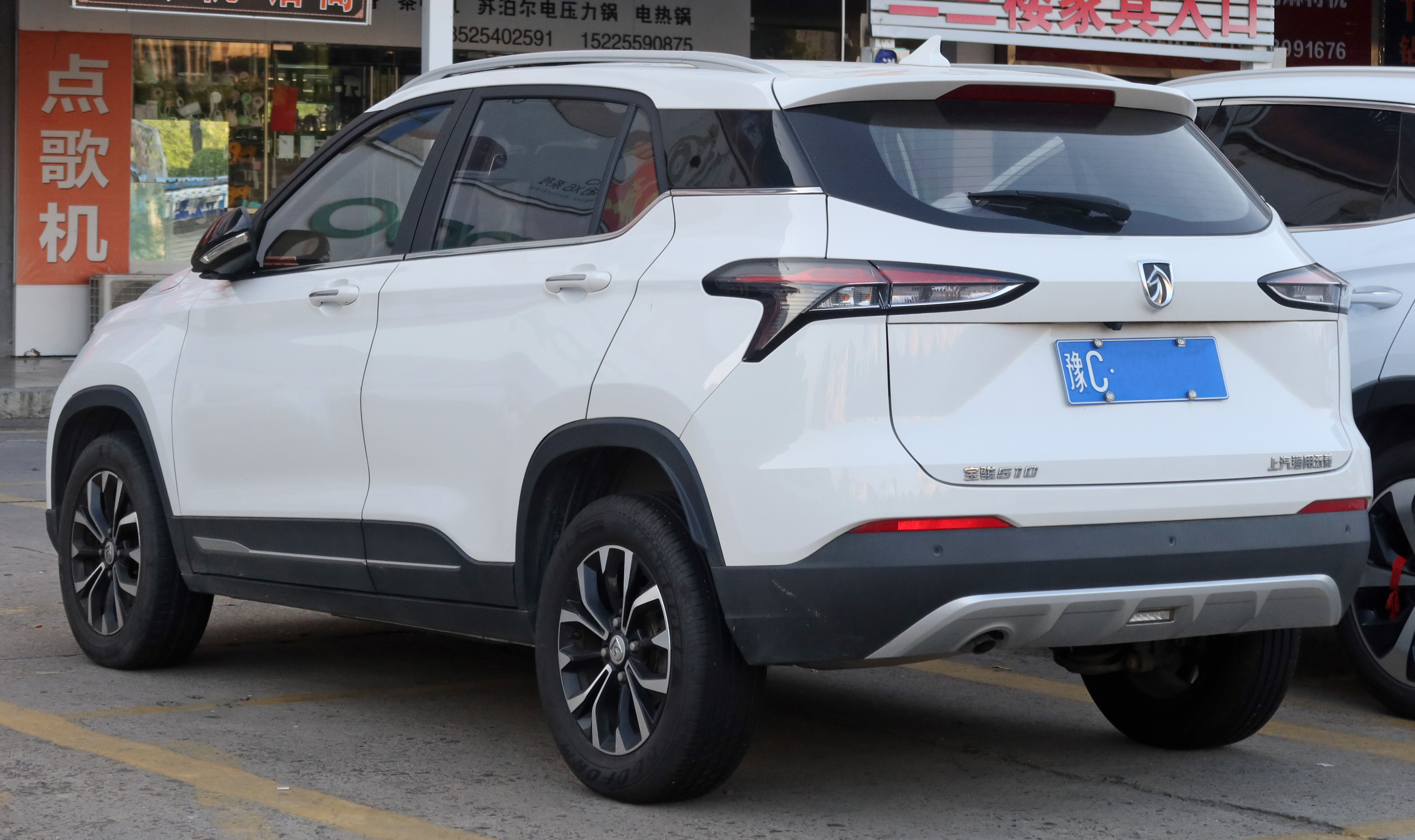
Baojun 510 facelift (vista de trimestre trasero)

### Mercados y sustitución
Durante el 2019, la marca introdujo el Baojun RS-3, un sucesor al 510, pero se introdujo junto a esta como una opción prémium. En 2020, SAIC-GM-Wuling empezó exportar el Baojun 510 a Latinoamérica con el nombre de Chevrolet Groove. También será exportado al Oriente Medio y México comenzando a mediados del 2021.

## Seguridad

### Latin NCAP
EL Groove en su configuración latinoamericana más básica obtuvo 0 estrellas de Latin NCAP en 2024 (similar a Euro NCAP 2014).

## Galería

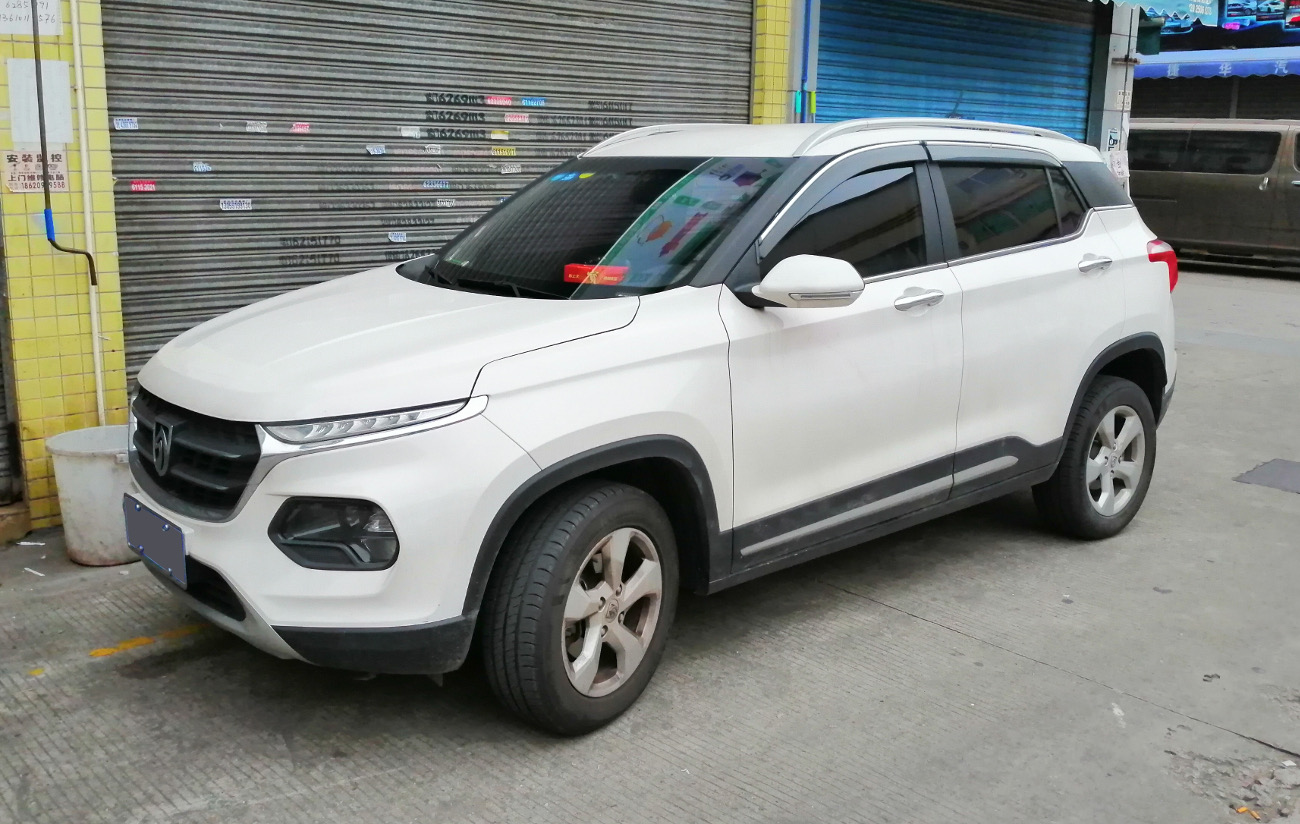
Baojun 510 (vista de trimestre del frente)
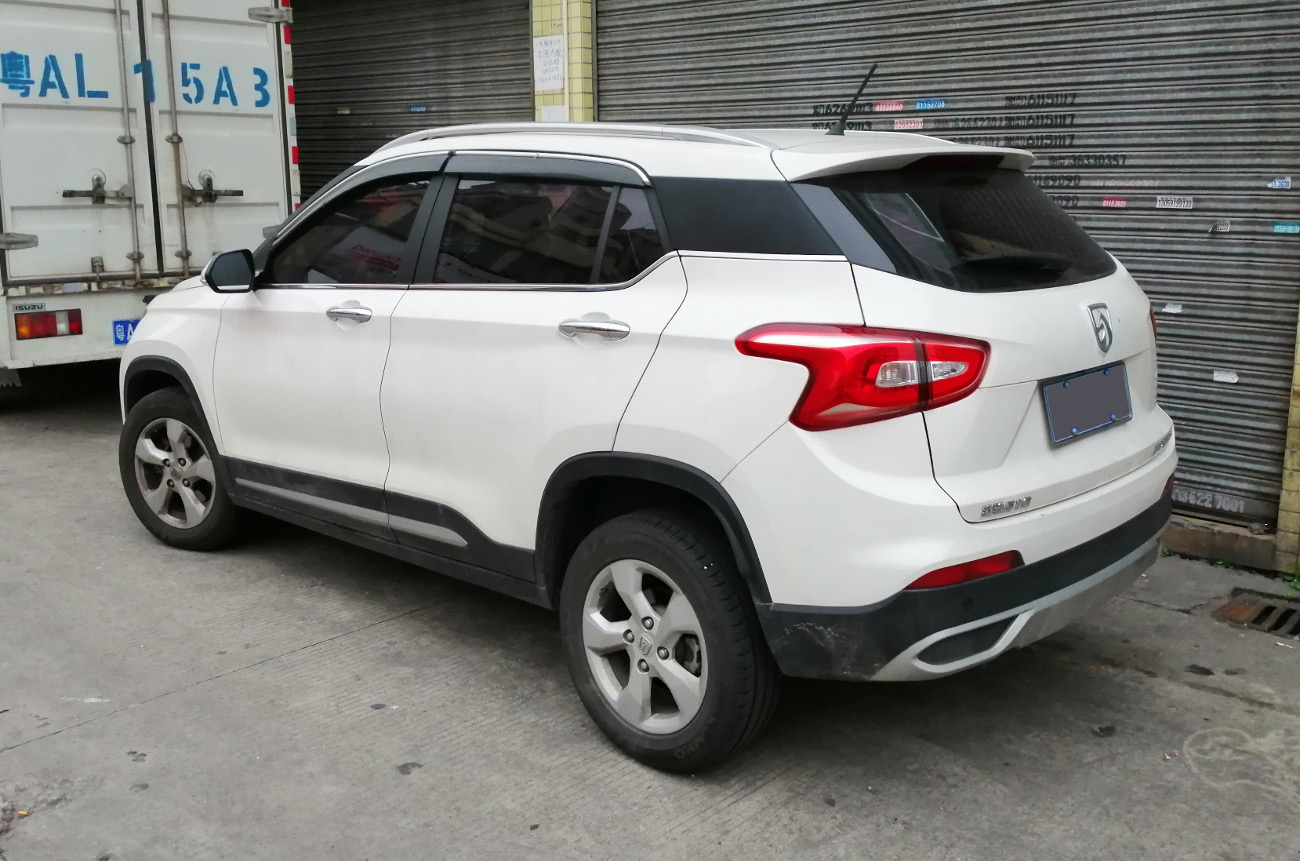
Baojun 510 (vista de trimestre trasero)

## Ventas
| Año  | China   |
| ---- | ------- |
| 2017 | 358,877 |
| 2018 | 361,403 |
| 2019 | 158,201 |
| 2020 | 60,570  |